# Manfred Rekowski

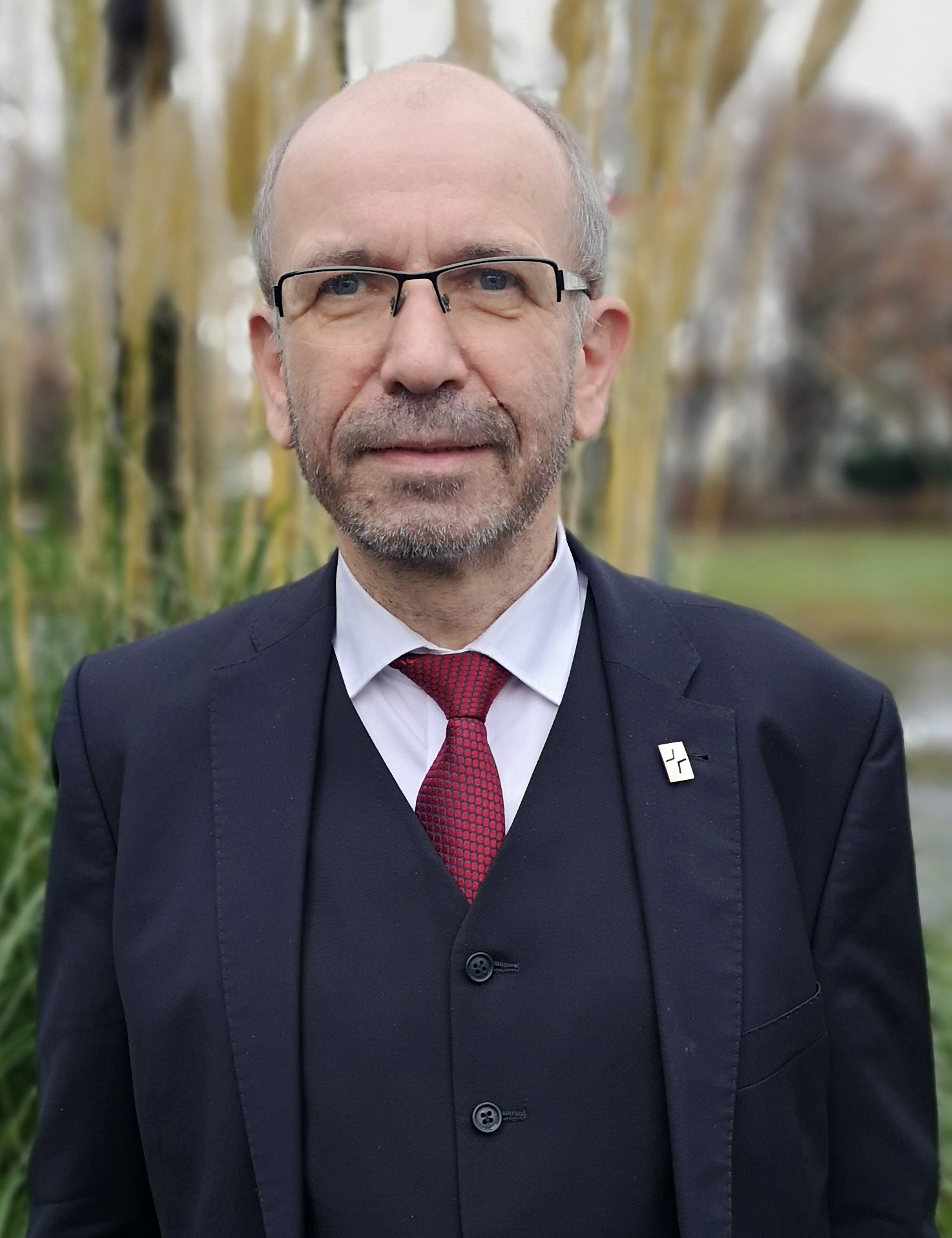
Manfred Rekowski (2019)

Manfred Rekowski (* 11. Februar 1958 in Mojtyny, Masuren) ist ein deutscher evangelischer Theologe und Pfarrer. Von 2013 bis zum 20. März 2021 war er Präses der Evangelischen Kirche im Rheinland.

## Leben
Als Fünfjähriger übersiedelte Rekowski mit seinen Eltern und vier Geschwistern aus Polen in die Bundesrepublik Deutschland. Seine Kindheit verbrachte er zunächst in Gladbeck, dann in Honrath im Rhein-Sieg-Kreis. Nach Hauptschule und Mittlerer Reife machte er das Abitur und studierte anschließend in Bethel, Marburg, Bochum und Wuppertal Evangelische Theologie. 1982 begann er sein Vikariat in Wuppertal-Barmen und trat dort 1986 seine erste Pfarrstelle in der Gemeinde Wichlinghausen an. 1993 wurde er zum Superintendenten des Kirchenkreises Barmen, 2005 zum Superintendenten des aus einer Fusion der Kirchenkreise Elberfeld und Barmen hervorgegangenen Kirchenkreises Wuppertal gewählt. Die Landessynode berief ihn 2011 als Oberkirchenrat in die Kirchenleitung der Evangelischen Kirche im Rheinland und wählte ihn im Januar 2013 zum Präses. Am 3. März 2013 wurde Rekowski in der Düsseldorfer Johanneskirche in sein Amt eingeführt.
Im Januar 2021 machte Rekowski in einem Interview seine Erkrankung an einer chronischen Form von Leukämie öffentlich. Rekowski hatte bereits im Januar 2020 erklärt, nicht für eine weitere mögliche Amtszeit als Präses zu kandidieren. Am 20. März 2021 trat er in den Ruhestand; zu seinem Nachfolger wählte die Landessynode Thorsten Latzel.
Im Februar 2021 erklärte Rekowski, trotz des Missbrauchsskandals im katholischen Erzbistum Köln an der gemeinsamen Fastenandacht mit Erzbischof Rainer Maria Woelki festzuhalten. Zugleich teilte er mit, im Zusammenhang mit den Missbrauchsfällen würden auch Kirchenaustritte von Protestanten verzeichnet.
Rekowski war Vorsitzender der EKD-Kammer für Migration und Integration.

## Familie
Manfred Rekowski ist seit 1980 mit der Realschullehrerin Birgit Rekowski verheiratet; aus der Ehe gingen zwei Kinder hervor.

## Auszeichnungen
- 2021 Verdienstorden des Landes Nordrhein-Westfalen (2021)[5]